# NGC 3832
NGC 3832 је спирална галаксија у сазвежђу Лав која се налази на NGC листи објеката дубоког неба.
Деклинација објекта је + 22° 43' 31" а ректасцензија 11h 43m 31,4s. Привидна величина (магнитуда) објекта NGC 3832 износи 12,8 а фотографска магнитуда 13,5. NGC 3832 је још познат и под ознакама UGC 6693, MCG 4-28-40, CGCG 127-38, PGC 36446.